# Georg Saal

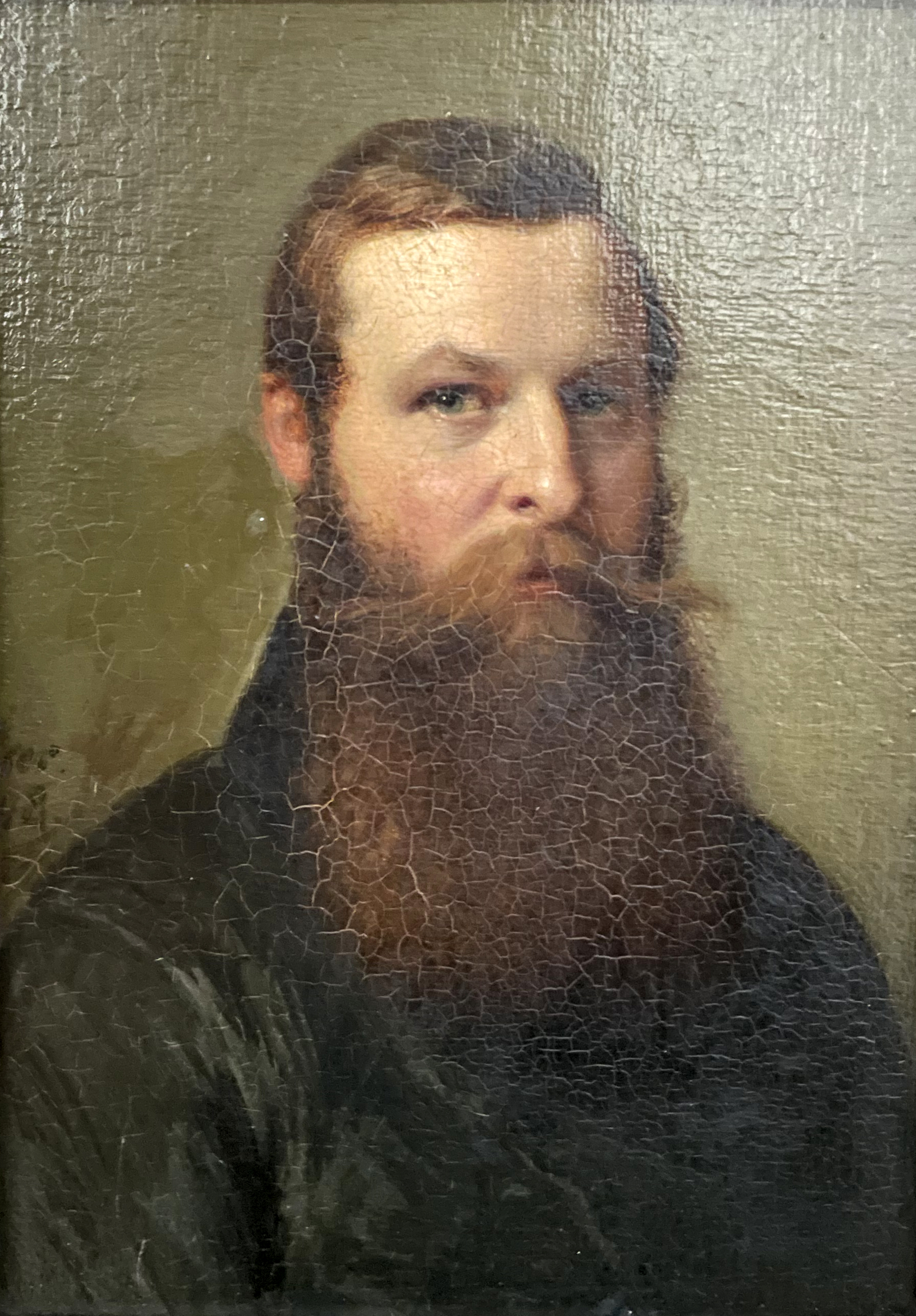
Georg Saal in der Freundschaftsgalerie von Einzelbildnissen der Düsseldorfer Malerschüler und ihren Freunden von Friedrich Boser, vor 1850

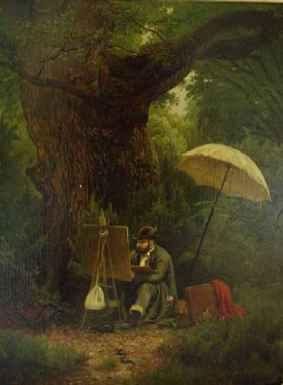
Saal vor seiner Staffelei im Wald von Fontainebleau, 1858

Georg Eduard Otto Saal (* 11. März 1817 in Koblenz; † 3. Oktober 1870 in Baden-Baden) war ein deutscher Maler.

## Leben
Saal war ein Sohn des Koblenzer Stadtschreibers Otto Philipp Saal. Nach erstem Unterricht bei nicht mehr nachweisbaren Lehrern konnte er 1836/37 als Zeichner beim Wiederaufbau der Ruine Stolzenfels mitwirken. Wenig später entstanden auch seine ersten Gemälde. 1842 bis 1846 studierte er als Freischüler zusammen mit Hans Gude an der Düsseldorfer Akademie bei Johann Wilhelm Schirmer Landschaftsmalerei und im ersten Jahr die Architekturklasse von Rudolf Wiegmann. Reisen in dieser Zeit führten ihn in die Eifel, an die Lahn und in den Schwarzwald. Gude und Andreas Achenbach dürften sein Interesse an Norwegen geweckt haben. 1847 unternahm er mit August Leu und August Becker eine fünfmonatige Studienreise nach Norwegen (Christiania, Sognefjord, Gudvangen, Hardangerfjord, Jotunheimen, Bergen). Anschließend nahm ihn Wilhelm von Schadow als Meisterschüler an. Seine nun im Atelier entstandenen Norwegenbilder verschafften ihm Ruhm und Anerkennung.

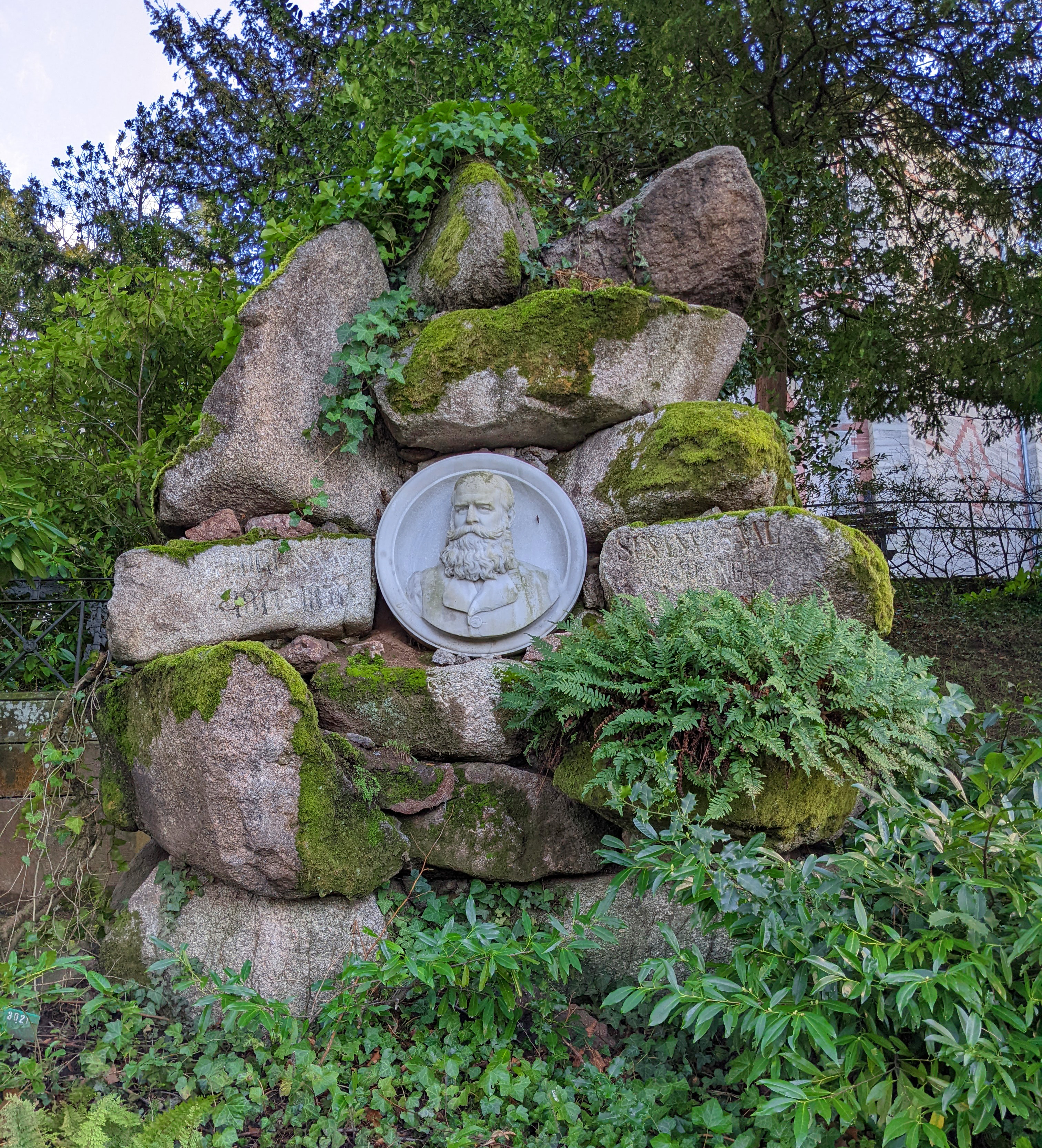
Grab auf dem Hauptfriedhof Baden-Baden

1848 zog er nach Heidelberg. 1850 begab er sich auf eine weitere Norwegenreise (Sognefjord, Jostedalsbreen). 1852 reiste er in die Schweiz, 1853 nach Bayern. Eher unwahrscheinlich ist, dass er Grönland besuchte, das auf Gemälden von 1852 vorkommt.
Er heiratete am 16. Oktober 1852 Susanne Lang, mit der er zwei Kinder hatte.  1852/53 siedelte er nach Baden-Baden über, wo er bis zu seinem Tode den Hauptwohnsitz hatte. 1853 erhielt er den Titel großherzoglich badischer Hofmaler. Seit 1857 hatte er eine Zweitwohnung in Paris. Von hier  kam er 1858 nach Barbizon, wo er nach eigener Aussage „erst recht sehen gelernt“ hat. Seine dritte Norwegenreise erfolgte 1854 (Romsdal, Hammerfest) und führte ihn bis zum Nordkap. Außerdem reiste er 1864 nach Savoyen und nach England.
Er starb an den Folgen eines Schlaganfalls. Sein Grab befindet sich auf dem Stadtfriedhof Baden-Baden.

## Werk

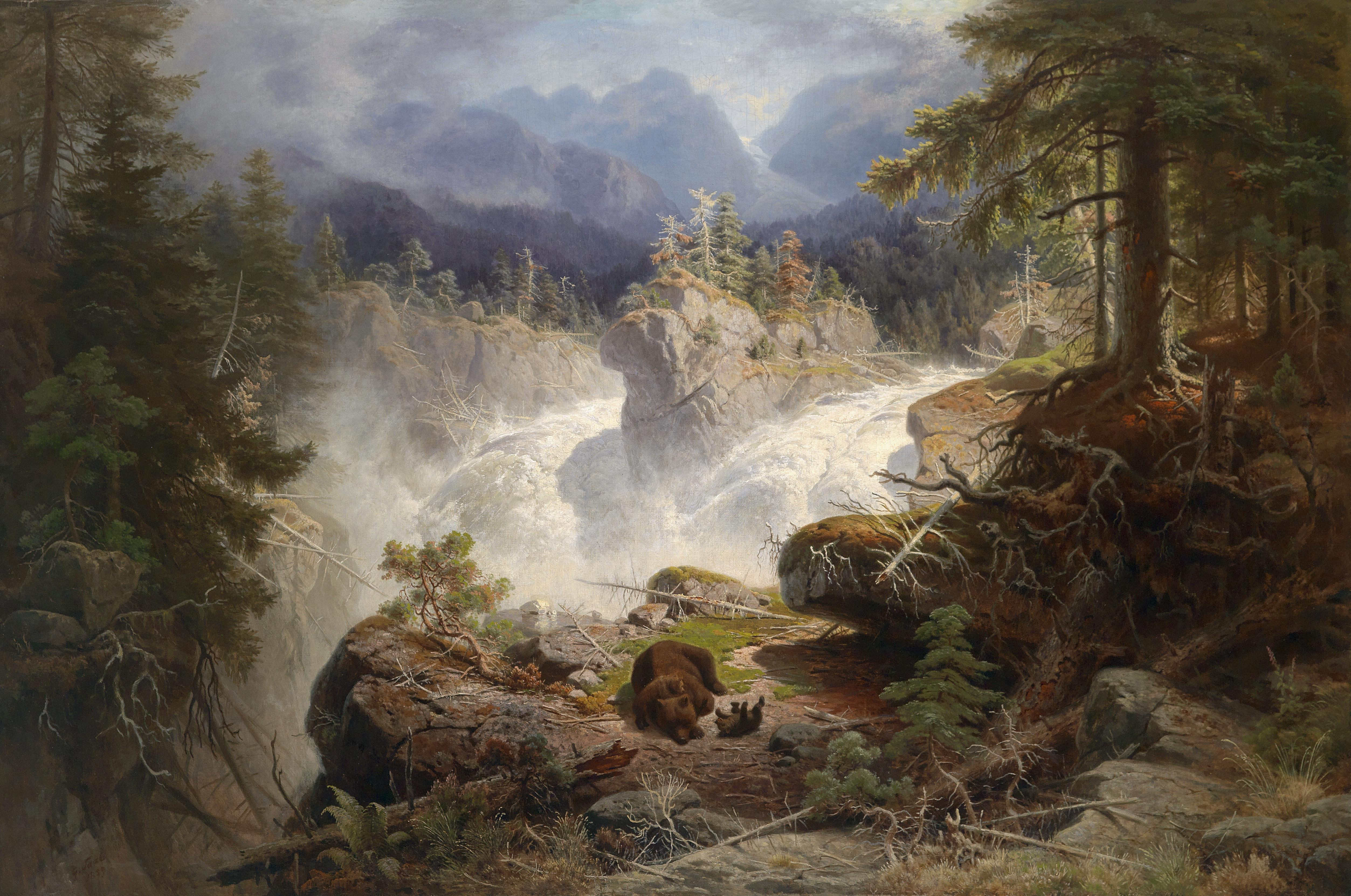
Bärenfamilie in Gebirgslandschaft, 1859

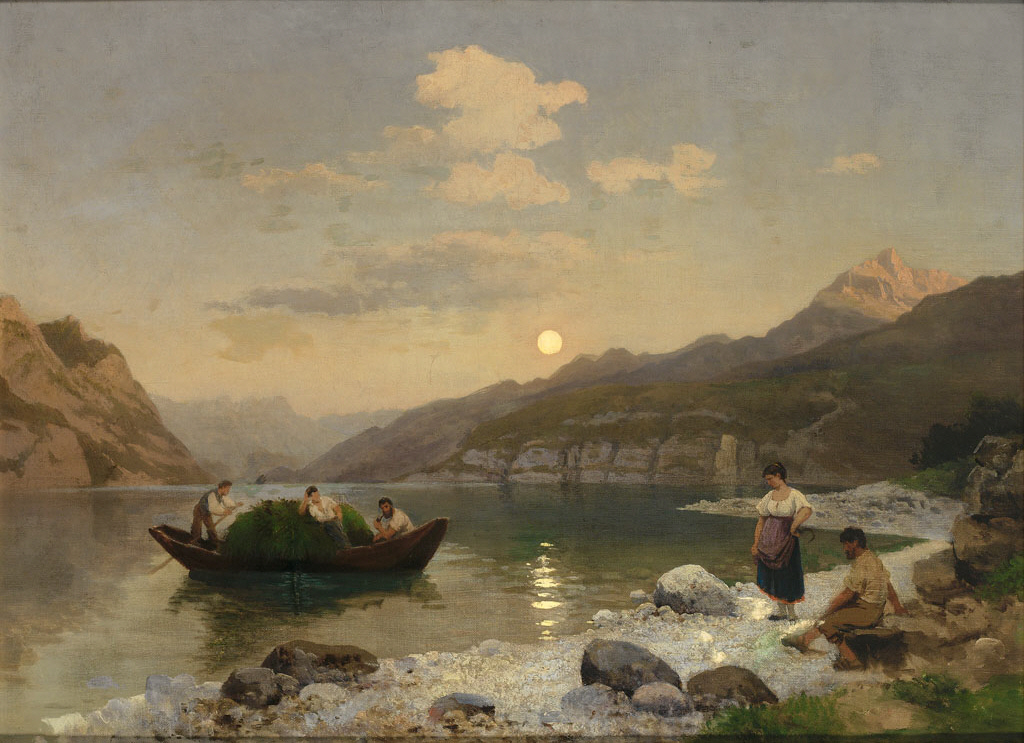
Nordische Fjordlandschaft im Mittsommer

Saal ist in erster Linie durch seine im Atelier gemalten Norwegenbilder bekannt geworden, die das Großartige der dortigen Natur gesteigert zum Ausdruck bringen. Hier sind Panoramabilder von erhöhten Standpunkten und Wasserfälle seine Hauptmotive. In öffentliche Sammlungen sind seine nordischen Werke unter anderem im Städel Museum Frankfurt am Main (Aussicht vom Hochgebirge auf den Hardangerfjord in Norwegen, 1849), im Museum der bildenden Künste Leipzig (Mitternachtssonne in Norwegen, 1856) und Mittelrhein Museum Koblenz (Norwegische Landschaft, 1854) vorhanden. Er malte jedoch auch Landschaften aus Baden und von seinen anderen Reisen. Häufig malte er geschmacklich bedenkliche Mondnacht- und Mitternachtssonnenbilder, die damals gern gekauft wurden. 
Anfangs stand Saal unter dem Einfluss der Rheinromantik. Sein Lehrer Schirmer lehrte ihn die überhöhende Darstellung der Realität im Hinblick auf ihren romantischen Gehalt, verbunden mit einer sorgfältigen Komposition und akribischer Detaildarstellung. Saals Landschaften sind stets auf den Effekt bedacht, zuweilen übertrieben und geradezu surreal. Seit 1854 begann sich Saal von den Methoden seines Lehrers zu lösen und mehr dem Realismus zuzuwenden. Einen Durchbruch brachte der Aufenthalt in Barbizon 1858, bei dem er die Pleinairmalerei und unprätentiöse Motive schätzen lernte. Er gab jedoch das Dekorative und die Detailgenauigkeit nie ganz auf und malte insbesondere für den Verkauf in der bisherigen Art weiter.
Weniger bekannt ist, dass Saal auch zahlreiche Porträts, Interieurs, Tier-, Genrebilder und Karikaturen anfertigte.